# Пермский военный институт ракетных войск
Пермский военный Краснознамённый институт ракетных войск имени Маршала Советского Союза В. И. Чуйкова — высшее военное учебное заведение Перми. Расформирован в 2003 году.
Институт занимал самое большое по площади здание в Перми — 49 тыс кв. метров (до 1919 года в нём располагалась Пермская духовная семинария). За все годы существования учебное заведение подготовило свыше 40 тыс специалистов.
Подготовка специалистов на момент расформирования велась на 4 факультетах:
1. Стартовые и технические комплексы ракет;
2. Системы управления стратегических ракет и проверочно-пусковое оборудование;
3. Автоматизированные системы управления ракетных комплексов;
4. Физико-энергетические установки (ядерное оружие).

На момент расформирования в институте преподавало 56 докторов и 140 кандидатов наук, два диссертационных совета, один из которых принимал защиту докторских диссертаций по педагогике.

## История
- 1930 год, 23 августа — Реввоенсовет СССР постановил сформировать 3-ю военно-техническую школу ВВС РККА в г. Перми.
- 1931 год, 1 июля — день начала занятий; этот день принято считать днём рождения школы и училища (приказом РВС СССР № 126 от 1932 года установлен официальный день части — 1 июля.)
- 1931 год — 3-я военная школа авиационных техников.
- 1936 год — 3-я военная школа авиационных техников им. В. М. Молотова.
- 1938 год — 3-я военная школа пилотов и авиационных техников им. В. М. Молотова.
- 1938 год — приказом народного комиссара обороны СССР от 8 марта передана в наркомат ВМФ СССР.
- 1938 год — приказом наркома ВМФ СССР от 11 апреля переименована в Военно-морское авиационно-техническое училище им. В. М. Молотова г. Пермь (ВМАТУ г. Пермь).
- 1940 год — 8 марта указом Президиума Верховного Совета СССР город Пермь был переименован в Молотов, стало наименоваться ВМАТУ им. В. М. Молотова г. Молотов (ВМАТУ им. В. М. Молотова г. Молотов).
- 1941 год — в Молотовском ВМАТУ сформированы курсы спец. служб из личного состава и имущества эвакуированного военно-морского авиационного училища спец. служб ВВС ВМФ из г. Сортавала Карельской АССР (по другим данным из г. Петергофа). 27 июля на курсах спец. служб начались плановые занятия.
- 1942 год — курсы спец. служб преобразованы в отдел связи.
- 1946 год — 19 июля отдел связи Молотовского ВМАТУ переведён в Новоград-Волынский и на его базе сформировано Военно-морское авиационное училище связи (ВМАУС).
- 1948 год — начало освоения реактивной техники курсантами училища.
- 1953 год — училище перешло на подготовку техников по эксплуатации самолетов-бомбардировщиков.
- 1953 год — 23 июля приказом начальника Генерального штаба вооружённых сил СССР на базе Молотовского ВМАТУ было сформировано 245-е Новоград-Волынское военно-морское авиационное техническое училище. В Новоград-Волынский отправлены два учебных цикла (факультета) — цикл авиационного  оборудования, цикл авиационного вооружения и отдельная минно-торпедная группа.
- 1956 год — приказом министра обороны СССР от 10 июля 1956 года № 00119 ВМАТУ передано в состав ВВС Уральского военного округа.
- 1957 год — 13 сентября согласно директиве начальника главного штаба ВВС от 29 августа 1957 года № 517656 переименовано в Военное авиационно-техническое училище им. В. М. Молотова (ВАТУ им. В. М. Молотова г. Молотов).
- 1957 год — 2 октября городу было возвращено название Пермь (ВАТУ им. В. М. Молотова г. Пермь).
- 1958 год — 24 апреля имя Молотова снято, ВАТУ переименовано в Пермское военное авиационно-техническое училище (ПВАТУ).
- 1958 год — приказом Главнокомандующего ВВС от 8 декабря 1958 года № 00249 ВАТУ с 1959-60 учебного года переведено на подготовку офицеров-ракетчиков по специальностям «техник по ракетам и ДУ», «техник по приборам АСУ».
- 1960 год — 12 февраля училище передано из ВВС в ракетные войска (Приказ министра обороны СССР от 31 декабря 1959 года № 00119).
- 1962 год — в соответствии с постановлением Совета министров СССР от 1961 года и согласно Приказу министра обороны СССР от 10 марта 1962 года № 0027 ПВАТУ преобразовано в Пермское высшее командно-инженерное училище (ПВКИУ) со сроком обучения 5 лет.
- 1972 год — в соответствии с приказом министра обороны СССР от 18 апреля 1972 года № 054 переименовано в Пермское высшее военное училище (ПВВУ).
- 1973 год — в соответствии с Приказом министра обороны СССР от 23 мая 1973 года № 090 переименовано в Пермское высшее военное командное училище (ПВВКУ).
- 1981 год — 18 июля указом президиума верховного совета СССР от 8 июля 1981 года за большие заслуги в подготовке офицерских кадров награждено орденом Красного Знамени (Приказ министра обороны СССР от 18 июля 1981 года № 197); этим же приказом переименовано в Пермское высшее военное командное Краснознамённое училище (ПВВККУ).
- 1981 год — 24 декабря Приказом министра обороны СССР № 0270 ПВВККУ переименовано в Пермское высшее военное командно-инженерное Краснознамённое училище (ПВВКИКУ).
- 1982 год — 1 июня присвоено имя Маршала Советского Союза В. И. Чуйкова (в соответствии с Постановлением Совета министров СССР от 19 мая 1982 г.) (ПВВКИКУ им. Маршала Советского Союза В. И. Чуйкова)
- 1983 год — переименовано в Пермское высшее военное командно-инженерное Краснознамённое училище ракетных войск (ПВВКИКУ РВ им. В. И. Чуйкова).
- 1998 год — 16 сентября приказом министра обороны России Пермское ВВКИКУ РВ переименовано в Пермский военный институт ракетных войск (ПВИ РВ).
- 2003 год — 1 сентября ПВИ РВ расформирован.

Из состава Пермского ВМАТУ выделилось два военных училища: в 1946 году Рижское и в 1953 году Новоград-Волынское.
Рижское — это бывшее Новоград-Волынское ВМАУС (сформированное в 1946 году на базе отдела связи), которое в 1953 году убыло в Ригу (Рижское высшее военное авиационное инженерное училище имени Якова Алксниса) и на месте которого впоследствии вновь сформировали 245-е Новоград-Волынское ВМАТУ.
ОБРАТИ ВНИМАНИЕ: по интернету на многих сайтах, как правило, связанных с авиацией, распространена ложная информация:  "В 1941 г. ВМАТУ было переименовано в Молотовскую ВАШМ. В 1945 г. ВАШМ расформировали, а на базе школы авиамехаников, передислоцированной из Троицка, создано Пермское военное авиационно-техническое училище имени Ленинского комсомола."
Молотовская ВАШМ никакого отношения к ВМАТУ не имела, как и Пермское ВАТУ имени Ленинского комсомола. Доказательство: сведения из Российского государственного архива Военно-Морского Флота (РГАВМФ): http://rgavmf.ru/index.php?option=com_content&view=article&id=3204:-1737-&catid=107:--1701---1750&Itemid=71
"Фонд Р-1737. ВОЕННО-МОРСКОЕ АВИАЦИОННО-ТЕХНИЧЕСКОЕ УЧИЛИЩЕ ИМ.В.М.МОЛОТОВА. Пермь. 1930-1948 гг." Как видим, никакого переименования в 1941 году не было, а тем более расформирования в 1945 г. С 1938 года это всё время ВМАТУ им. Молотова (и в 1941 г., и в 1945 г., и в 1948 г.). А Пермское ВАТУ имени Ленинского комсомола — это совершенно другое училище, которое существовало параллельно с ВМАТУ (ПВВКИКУ РВ) в разных районах города Перми.

## Начальники училища
- Бригадный комиссар А. Ю. Кескюла (1931-1937)
- Бригадный комиссар В. В. Ягушевский (1937-1938)
- Полковник А. В. Цырулев (1938-1941)
- Генерал-майор авиации П. П. Квадэ (1941-1942)
- Генерал-майор авиации А. В. Цырулев (1942-1953)
- Генерал-майор инженерно-технической службы М. Н. Мишук (1953-1955)
- Инженер-полковник И. П. Козыркин (1955-1960)
- Генерал-майор С. М. Бармас (1960-1967)
- Генерал-майор И. Д. Стаценко (1967-1971)
- Генерал-майор Б. А. Бондаренко (1971-1973)
- Генерал-лейтенант П. П. Круглов (1973-1983)
- Генерал-майор И. И. Олейник (1983-1985)
- Генерал-майор А. И. Щербатых (1985-1993)
- Генерал-майор В. В. Горынцев (1993-2000)
- Генерал-майор В. Н. Мартынов (2000-2003)

## ССЫЛКИ
245-е Новоград-Волынское ВМАТУ
ФОНД Р-1737. ВОЕННО-МОРСКОЕ АВИАЦИОННО-ТЕХНИЧЕСКОЕ УЧИЛИЩЕ ИМ.В.М.МОЛОТОВА. ОПИСЬ 2.